# Louise-Élisabeth de France
Pour les articles homonymes, voir Élisabeth de France.
 (mars 2024).
Titre
Duchesse de Parme et Plaisance
18 octobre 1748 – 6 décembre 1759
(11 ans, 1 mois et 18 jours)
Signature
Louise-Élisabeth de France, dite Madame Première puis Madame Infante, est née au château de Versailles le 14 août 1727 et est morte au même endroit le 6 décembre 1759. Elle est l'une des huit filles de Louis XV et de Marie Leszczynska. Elle est la première-née de sa fratrie et la sœur jumelle de Madame Henriette. Elle est fille de France, infante d'Espagne et duchesse de Parme et de Plaisance par son mariage avec Philippe Ier, lui-même fils de Philippe V.  

## Biographie

### Jeunesse
Louise-Élisabeth naît le 14 août 1727 au château de Versailles, elle est la sœur jumelle de Madame Henriette. Ondoyée à la naissance, elle est tout d'abord appelée « Madame Première ». Ce n'est que lors de son baptême, qui a lieu à Versailles le 27 avril 1737, qu'elle est finalement appelée Louise-Élisabeth. Elle est surnommée « Madame », en sa qualité de fille aînée du roi, et affectueusement « Babette », par ce dernier. Elle reçoit pour parrain et marraine des cousins de la famille royale : Louis-Philippe d'Orléans et Louise-Élisabeth de Bourbon-Condé.
À la naissance des jumelles, le roi Louis XV, qui a alors 17 ans, se serait exclamé : « On avait dit que je ne pouvais pas avoir d'enfant, eh bien j'ai fait coup double ». L'année suivante naît une troisième fille. En 1729 naît enfin le fils tant désiré : Louis, le dauphin. Ensuite succèdent un petit duc d'Anjou, qui meurt à 3 ans, et cinq autres filles. En 1736, l'éducation des filles cadettes du roi est confiée à l'abbesse de la prestigieuse abbaye de Fontevraud, tandis que les aînées restent avec leur frère à Versailles. Madame est élevée dans l’aile des Princes, au château de Versailles, avec sa jumelle Henriette, sa sœur Adélaïde et son frère Louis. La jeune fille se montre vite intelligente, autonome, et fière. Elle est très aimée de son père, à qui elle ressemble beaucoup, bien qu’elle n’ait pas hérité de la beauté du « Bien-Aimé ».

### Mariage

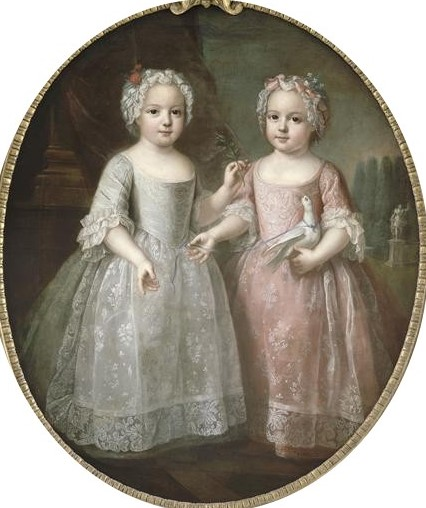
Louise-Élisabeth de France et sa sœur jumelle Henriette de France (vers 1737), par Pierre Gobert.

Afin de se réconcilier avec l'Espagne, toujours outrée par la rupture des fiançailles du roi avec l'infante Marie-Anne-Victoire en 1725, Louis XV promet sa fille aînée à l'infant Philippe d'Espagne, un des fils cadets de Philippe V d'Espagne, tandis que le dauphin Louis doit épouser la sœur de l'infant. La nouvelle est officiellement annoncée en février 1739. La cour est surprise de cette alliance, car l’infant n’a guère de chance de monter sur le trône espagnol. La jeune Louise-Élisabeth, qui a tout juste 12 ans, se marie par procuration le 26 août 1739. À la suite de ce mariage, elle se fait alors appeler « Madame Infante ». Les cérémonies fastueuses du mariage qui sont organisées à Paris sont passées à la postérité.
Le 30 août, elle doit alors quitter Versailles. Les adieux de Louise-Élisabeth à sa famille sont déchirants. En larmes, elle quitte sa sœur jumelle sur ces mots : « C’est pour toujours, mon Dieu, c’est pour toujours ! ». C’est en territoire espagnol, à Alcalá de Henares, à 30 km de Madrid, que Madame Infante peut rencontrer son époux, jeune homme de 19 ans guère brillant mais avec qui elle s’entend bien. Leur mariage a lieu le 25 octobre 1739. Ils ont trois enfants qu'elle éduque selon la philosophie des Lumières en leur donnant pour précepteurs les Français Gabriel Bonnot de Mably et Étienne Bonnot de Condillac :
- Isabelle de Bourbon-Parme (1741-1763), qui épouse en 1760 le futur empereur Joseph II (frère de Marie-Antoinette d'Autriche, future reine de France par son mariage avec le roi Louis XVI).
- Ferdinand Ier de Parme (1751-1802), qui épouse Marie-Amélie d'Autriche, sœur de Joseph II.
- Marie-Louise de Bourbon-Parme (1751-1819), qui épouse, en 1765, Charles IV d'Espagne.

### L'Espagne puis Parme

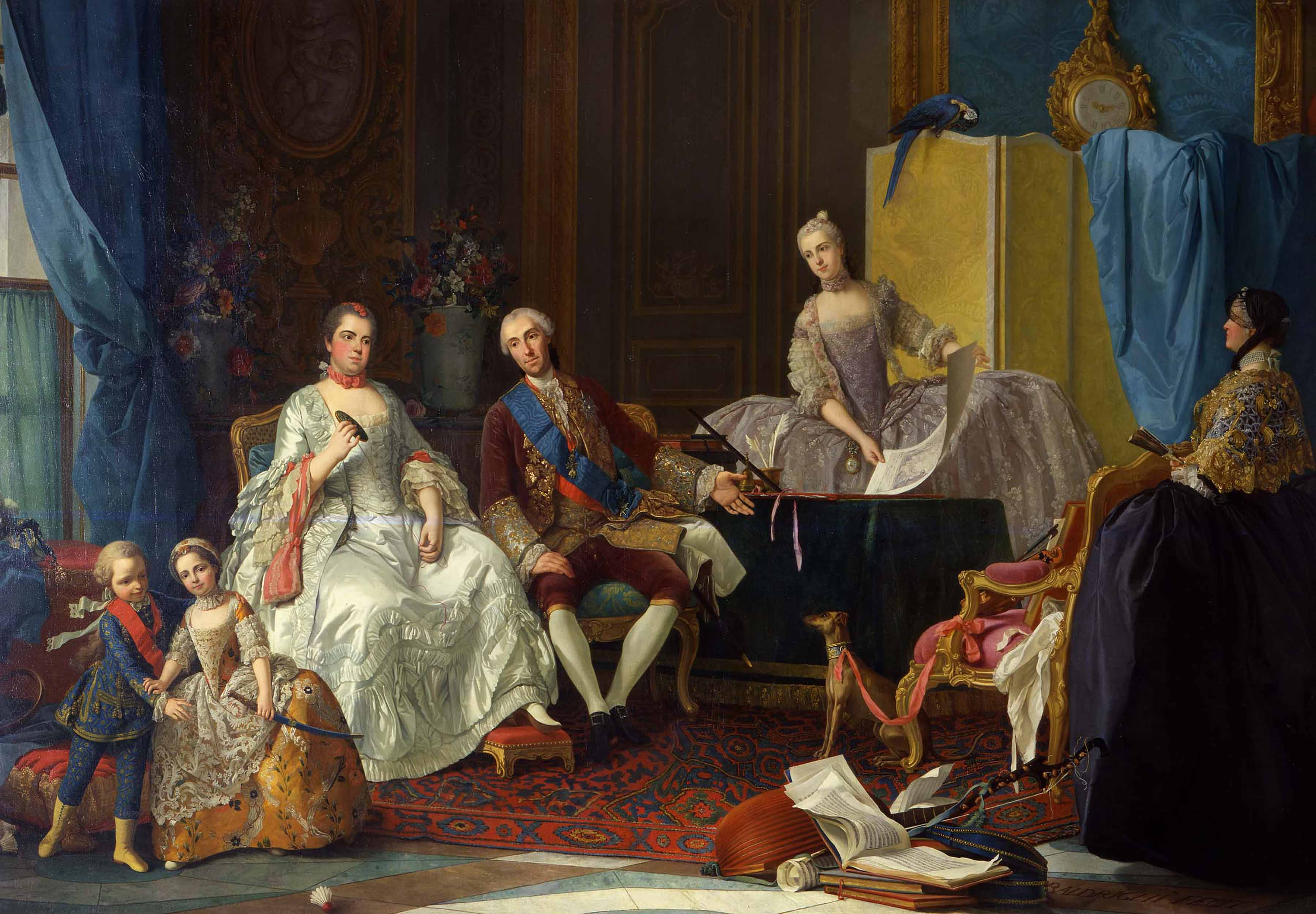
La famille de Philippe de Parme par Giuseppe Baldrighi, 1757.

Bien que le duc de Luynes écrive dans ses mémoires, à propos de Louise-Élisabeth : « Elle réussit fort bien dans ce pays. On est extrêmement content de son maintien et de sa figure », il semble qu’elle se soit vite lassée de la cour madrilène, où le protocole est encore plus pesant qu’au château de Versailles et où règnent l’ennui et l’inaction. Sa belle-mère, Élisabeth Farnèse, une femme au caractère difficile, tente d’exercer son emprise sur elle. Madame Infante s’emploie alors, avec ambition et énergie, à conquérir quelque territoire pour son époux afin de lui échapper.
Louis XV s'engage dans la guerre de Succession d'Autriche où la France tente avec l'Espagne de ravir à l'Autriche certains duchés qu'elle détient en Italie. En cas de conquête, certains territoires retourneraient à Philippe Ier dans leur intégralité. Par le traité d'Aix-la-Chapelle, l’infant obtient définitivement le duché de Parme et Plaisance qu'a possédé la famille Farnèse dont sa mère est la dernière descendante.
Prétextant le devoir de remercier son père, Madame Infante en profite pour revenir à la cour de France, le 11 décembre 1748 avant de se rendre à Parme. Le roi éprouve « une joie parfaite, noble et aisée de se voir ainsi avec sa famille », selon le duc de Croÿ. Il écrit également que « l’infante rapportait un très grand accent gascon qui faisait, avec sa vivacité, un plaisant effet ». Le marquis de Choiseul, lui, dit qu'elle « est infiniment mieux que lorsqu’elle est partie de France […] Sa figure est très agréable, elle a les plus beaux yeux du monde ; le regard perçant annonce l’esprit ».
Fine politique, au cours de son séjour, elle se rapproche de Madame de Pompadour, l’appui de cette femme à la faveur éclatante pouvant se révéler judicieux pour elle, s’aliénant le parti dévot, où figurent sa mère et ses frères et sœurs. Madame Infante, bien plus heureuse à Versailles, avec sa fille Isabelle qui l’a suivie, qu’auprès de son époux qu'elle n'aime pas, ne se résout à se rendre à Parme qu’en octobre 1749. Elle y apporte la culture française et y impose le style versaillais dans son palais de Colorno.

### Retours en France

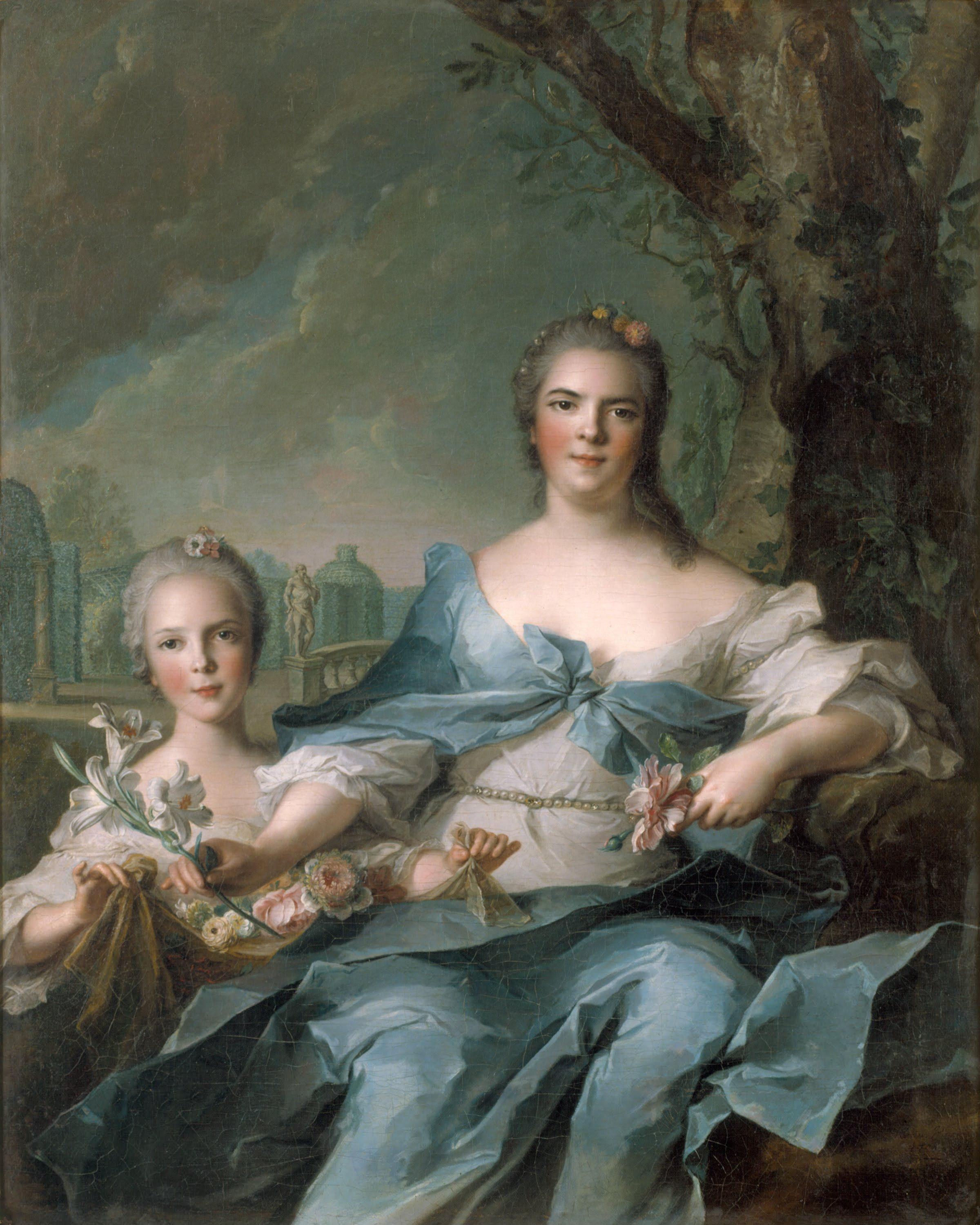
La duchesse de Parme et Plaisance, Louise-Élisabeth de France, et sa fille, la princesse Isabelle de Parme par Jean-Marc Nattier, 1750.

En 1752, sa sœur jumelle, qu’elle aime beaucoup, Madame Henriette, meurt. Louise-Élisabeth, après avoir mis au monde deux enfants en janvier et décembre de l'année précédente, revient en France en septembre pour se recueillir sur sa tombe. Louis XV est extrêmement ému de revoir sa fille. Alors qu’il est prévu que Madame Infante ne reste à la cour que quelques semaines, elle y passe une année, assistant au triomphe de Madame de Pompadour, au grand dam du dauphin et de ses sœurs qui la détestent profondément.
Revenue dans le duché de Parme, Louise-Élisabeth, qui s’y ennuie, se met en quête d’un trône beaucoup plus avantageux. Une seconde guerre européenne éclate, opposant les Bourbons (France, Espagne, Parme, Naples et Sicile) et l'Autriche à la Prusse et à l'Angleterre, de 1756 à 1763, d'où son nom : guerre de Sept Ans. La duchesse de Parme s’allie avec l’impératrice Marie-Thérèse, qui lui promet les Pays-Bas. Elle regagne la France début septembre 1757, espérant obtenir le soutien de son père et marier sa fille aînée avec l’archiduc d’Autriche Joseph. Ce premier mariage a lieu en octobre 1760. La duchesse de Parme songe au duc de Bourgogne, petit-fils aîné du roi, pour sa fille cadette. Les défaites s’enchaînant aux Pays-Bas, l'infante perd peu à peu ses illusions. La mort de Ferdinand VI, sans héritier, rapproche Louise-Élisabeth et son époux du trône espagnol. Mais le frère cadet du défunt monarque, roi de Naples et de Sicile, devient Charles III d'Espagne, laissant son royaume italien à son fils cadet âgé seulement de 8 ans mais promis à une archiduchesse d'Autriche.
Louise-Élisabeth se prend d’amitié pour l'abbé de Bernis, un abbé qu’elle a connu à Parme. Choiseul, volontiers calomniateur, écrit dans ses Mémoires que « Bernis aimait à caresser les seins généreux de la fille aînée de Louis XV ». La rumeur d'une liaison disparaît lorsque l'abbé démissionne. Toujours à Versailles, la santé de Madame Infante se fait de plus en plus chancelante. Marie Leszczynska écrit : « Ma pauvre infante est bien malade d’une grosse fièvre […] je suis très inquiète ». Au début du mois de décembre 1759, la petite vérole se déclare. Le mal, contre lequel les médecins sont impuissants, l’emporte rapidement. Louise-Élisabeth meurt le 6 décembre 1759 à Versailles. Elle est inhumée le 27 mars 1760 à Saint-Denis, auprès de Madame Henriette.